# Колібрі білогорлий
Колі́брі білогорлий (Leucochloris albicollis) — вид серпокрильцеподібних птахів родини колібрієвих (Trochilidae). Мешкає в Південній Америці. Це єдиний представник монотипового роду Білогорлий колібрі (Leucochloris).

## Опис

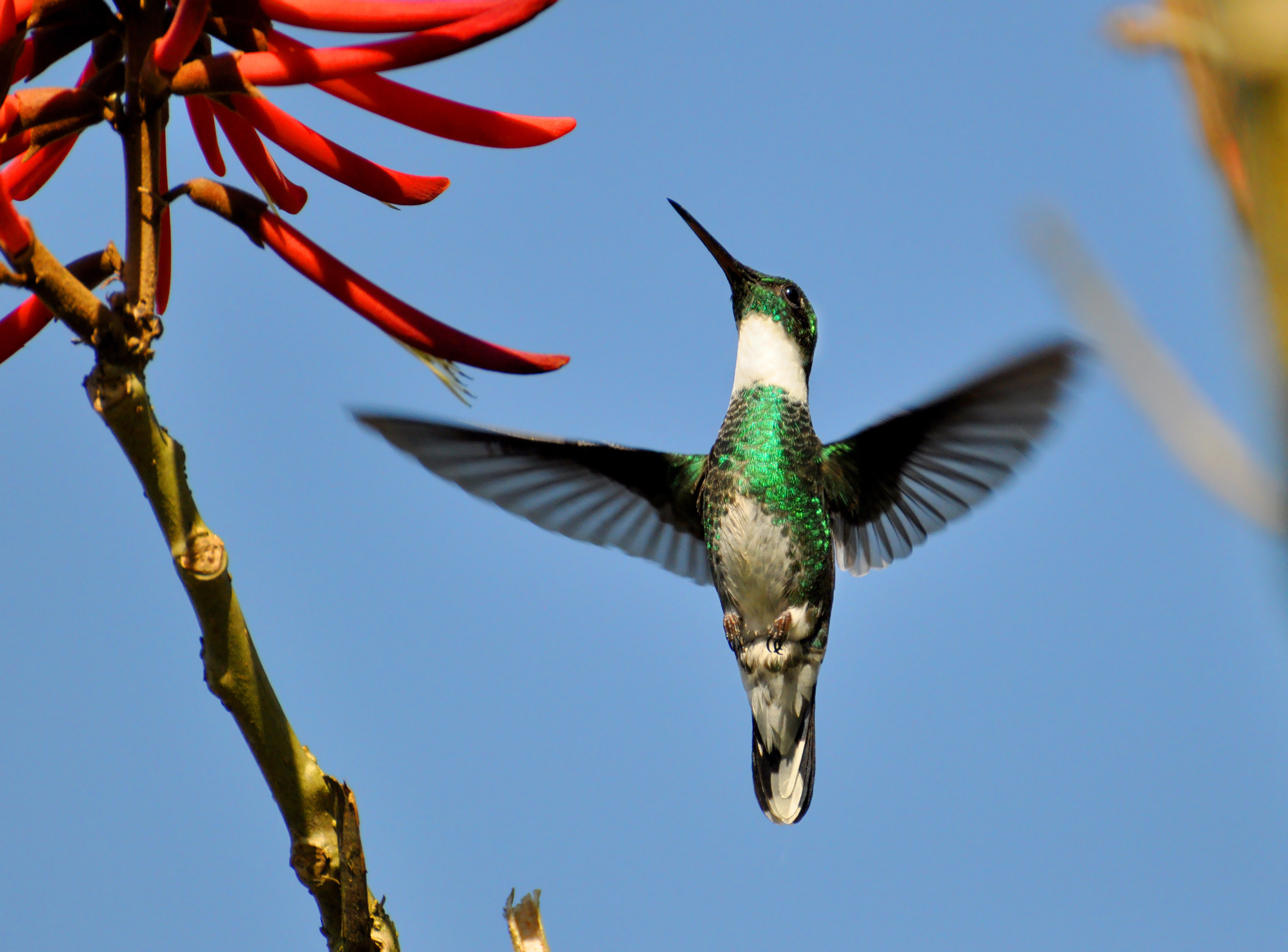
Білогорлий колібрі

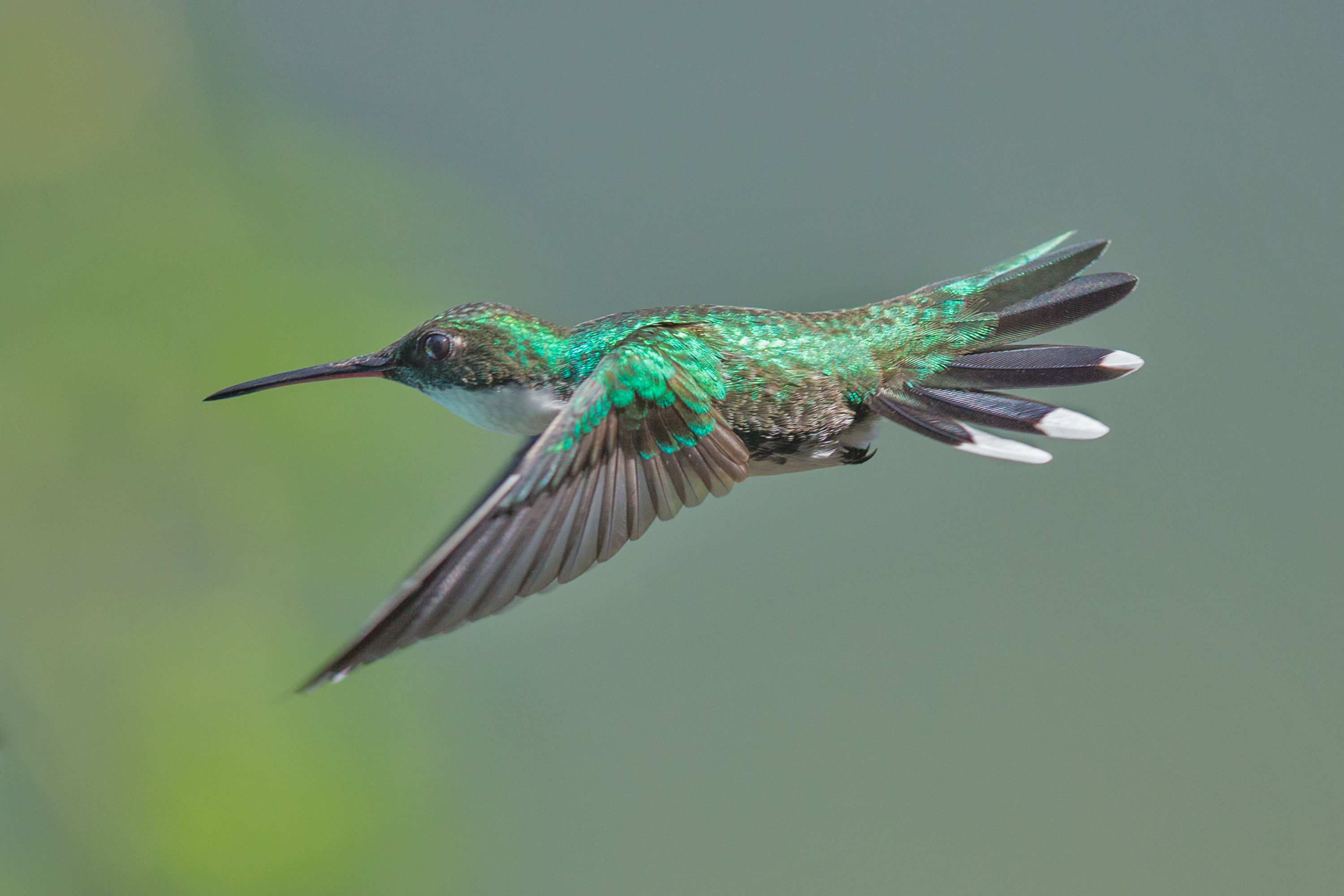
Білогорлий колібрі в польоті

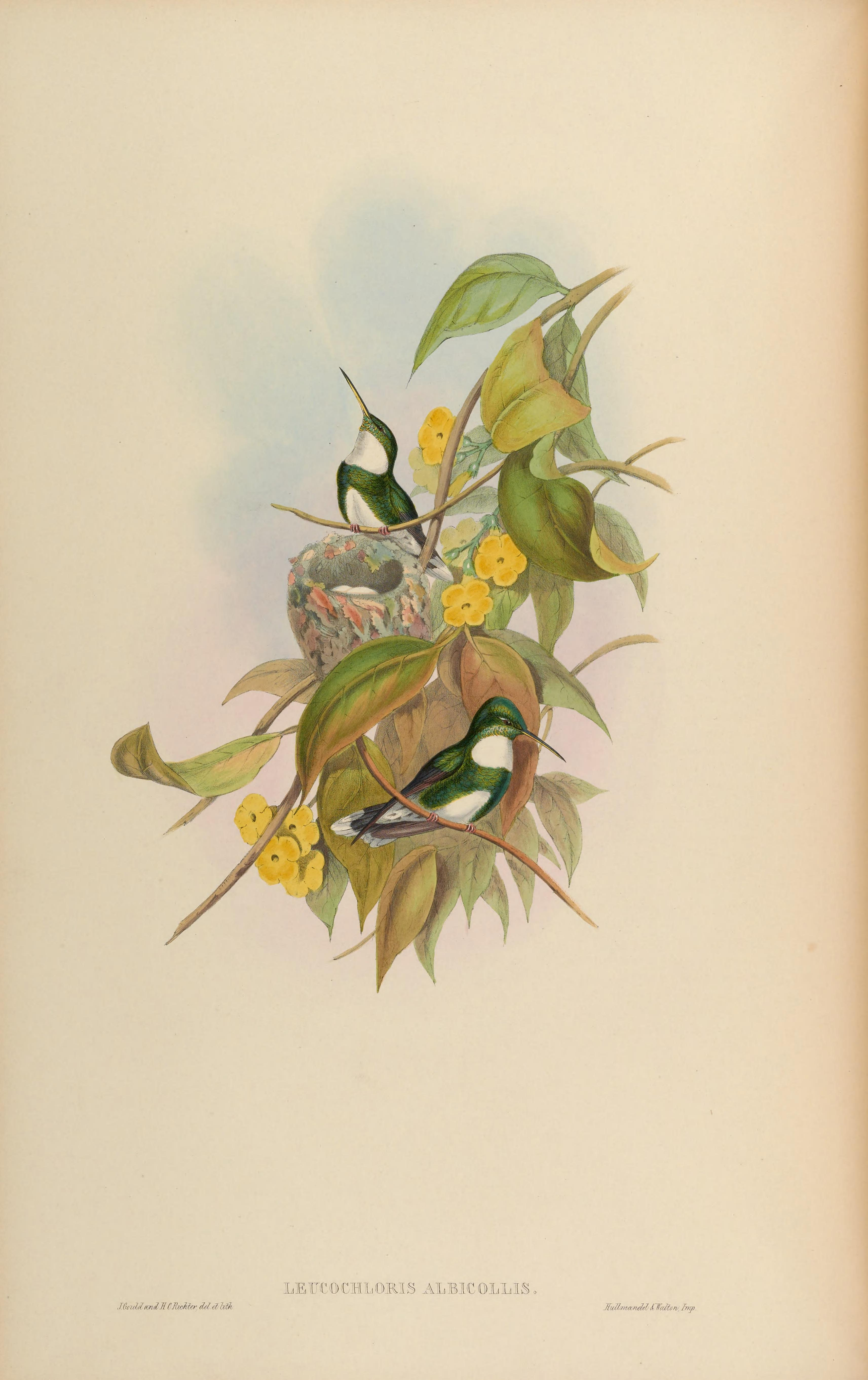
Білогорлі колібрі

Довжина птаха становить 10-11,5 см, самці важать 6-8 г, самиці 4,5 г. Довжина крила становить 63 мм, хвоста 36 мм, дзьоба 22 мм. У самців верхня частина тіла золотисто-зелена або бронзово-зелена, Пера на надхвісті і центральні стернові пера золотисто-зелені або яскраво-зелені, крайні стернові пера чорнувато-зелені з білими смугами на кінці. Пера на підборідді яскраво-зелені з білими краями, горло біле, щоки і груди яскраво-зелені або золотисто-зелені. Центральна частина живота біла, боки золотисто-бронзово-зелені. Нижні покривні пера хвоста білі, поцятковані бронзово-зелені або коричнюватими плямками. Дзьоб середньої довжини, прямий. зверху чорнуватий, знизу червоний з чорним кінчиком. 
Самиці мають подібне забарвлення, однак загалом більш тьмяне і менш блискуче. У молодих птахів нижня частина тіла сірувато-коричнева, стернові пера мають менш білі, біцльш коричнюваті кінчики. У молодих птахів пера на верхній частині тіла мають рожевуваті краї.

## Поширення і екологія
Білогорлі колібрі мешкають на південному сході Бразилії (на південь від Мінас-Жерайса і Еспіріту-Санту), на сході Парагваю, в Уругваї і на північному сході Аргентини. Вони живуть у напіввідкритих і відкритих ландшафтах, зокрема на узліссях зрілих атлантичних лісів, в чагарникових заростях, на плантаціях, в парках і садах. Зустрічаються переважно на висоті до 1000 м над рівнем моря. Ведуть переважно осілий спосіб життя.
Білогорлі колібрі живляться нектаром різноманітних квітучих рослин, зокрема Quesnelia testudo і Tillandsia aeranthos з родини бромелієвих, 'Myrsine coriacea з родини мирсінових, Hippeastrum atibaya з родини амарилісових, Siphocampylus sulfureus i Siphocampylus umbellatus з родини кактусових, Mabea fistulifera з родини молочайних, Stenorrhynchos lanceolatus з родини зозулинцевих і Esterhazya macrodonta з родини вовчкових. Вони є важливими запилювачами деяких видів рослин, зокрема Siphocampylus sulfureus, Hippeastrum glaucescens, Agarista hispidula, Sinningia allagophyla і Esterhazya macrodonta. Також білогорлі колібрі доповнюють свій раціон комахами, яких ловлять в польоті.
Сезон розмноження у білогорлих колібрі триває з жовтня по березень. Гніздо чашоподібне, робиться з рослинного пуху, моху, павутиння і лишайників, розміщується на горизонтальній гілці чагарника або невеликого дерева. В кладці 2 яйця. Інкубаційний період триває 14 днів, пташенята покидають гніздо через 20-25 днів після вилуплення.